# Мотт, Невилл Фрэнсис
Сэр Невилл Фрэнсис Мотт (англ. Nevill Francis Mott; 30 сентября 1905, Лидс, Англия — 8 августа 1996, Милтон-Кинс, Англия) — английский физик, лауреат Нобелевской премии по физике в 1977 году, совместно с Филипом Андерсоном и Джоном ван Флеком, «за фундаментальные теоретические исследования электронной структуры магнитных и неупорядоченных систем».
Член Лондонского королевского общества (1936), иностранный член Национальной академии наук США (1957).

## Биография
Невилл Мотт родился в Лидсе и учился в колледже Клифтона в Бристоле, а также в колледже Св. Джона в Кембридже. В 1929 году начинает читать лекции в Манчестерском университете. После этого возвращается в 1930 году в Кембридж в качестве сотрудника и преподавателя в колледже Гонвил и Кэус. В 1933 году перешёл в Бристольский университет в качестве профессора теоретической физики.
В 1948 году стал профессором физики и директором физической лаборатории в Бристоле. В 1954 году становится кавендишским профессором физики в Кембридже. Остаётся на этом посту до 1971 г. Также Мотт являлся в период с 1959 по 1966 год руководителем колледжа Гонвил и Кэус.
В 1992 году подписал «Предупреждение человечеству».

## Достижения
Научные достижения Мотта включают теоретическое объяснение воздействия света на фотоэмульсию, прояснению перехода вещества из металлического в неметаллическое состояние. Его именем названо понятие диэлектрик Мотта.
В 1936 году Мотт избран членом Лондонского королевского общества. С 1956 по 1958 являлся президентом Лондонского общества физиков. В начале 1960-х годов был председателем Британского отделения Пагуошского движения. Посвящён в рыцари в 1962 году. Продолжал работать примерно до возраста 90 лет. В 1995 году был награждён орденом Кавалеров Чести.

## Награды и признание
- 1941 — Медаль Хьюза
- 1949 — Кельвиновская лекция (так же в 1973)
- 1951 — Медаль и премия Гутри
- 1953 — Королевская медаль
- 1953 — Бейкеровская лекция
- 1956 — Премия трёх физиков[фр.]
- 1972 — Медаль Копли
- 1973 — Медаль Фарадея
- 1973 — Медаль и премия А. А. Гриффита[англ.]
- 1977 — Нобелевская премия по физике

В его честь названы медаль и премия Мотта вручаемые Институтом физики с 2000 года.

## Семья
Был женат на Руфь Элеанор Хордер. Две дочери — Элизабет и Элис.
Умер в городе Милтон-Кинс в Букингемшире.